# Великое Княжество Ярославское

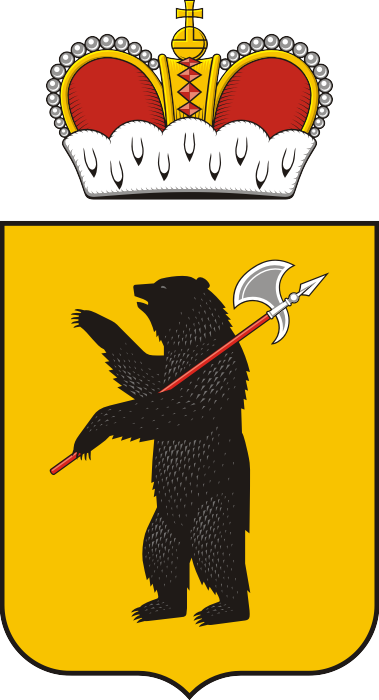
Малый герб Ярославской области

Карта Великого Княжества Ярославского

Великое Кня́жество Яросла́вское — великое русское княжество с центром в городе Ярославле, образованное на территории Ярославского княжества (1218—1321). Существовало в 1321—1463 годах (номинально до 1471).

## История

Большой герб Ярославской области

Первым владетельным Великим Князем Ярославским стал именоваться Василий I Давидович Мстиславович-Рюрикович (по прозвищу «Грозные Очи») (?—1345), желая подчеркнуть независимость от Ростовской земли и других русских князей. Он был женат на дочери Великого Князя Московского Ивана I Калиты (1283—1341) по имени Евдокия (?—1342) с 1330 года.
Кроме получения великокняжеской короны Василий I-й прошел обряд интронизации. Интронизация проводилась в главной церкви Великого Княжества Ярославского — Успенском соборе Ярославля.                              С тех по на гербе Ярославской области, в соответствии с геральдическими правилами, помещена великокняжеская корона.
Первый великий князь ярославский Василий I Давидович умер зимой 1345 года, оставив от брака с дочерью Калиты, Евдокией, сыновей: Василия, Глеба и Романа.
Усыпальницей великих князей ярославских оставалась родовая усыпальница второй династии ярославских князей Мстиславовичей-Рюриковичей, расположенная в Входоиерусалимской церкви                                                  при Спасо-Преображенском соборе (сейчас Церковь Ярославских Чудотворцев) Спасо-Преображенского монастыря в Ярославле.
ПОЛИТИКА во второй половине XIV в.
В 1322 году, когда князь московский Юрий Данилович был в Новгороде, брат его, Иван Калита, возвратился из Улуса Джучи (Орда), где был, вероятно, по делам Юрия, находившегося в неприязненных отношениях с тверским князем, — с послом Ахмылом, который, творя «пакости в Низовской земле», взял Ярославль и возвратился в Орду с большим полоном.
В 1339 году, «по думе Калиты», отправившегося тогда в орду по тверским делам, туда же позван был и Василий I Давидович. Неизвестно по каким побуждениям Калита хотел перехватить ярославского князя в пути, что, однако, ему не удалось. В 1339—1340 годах он дважды ходил в Орду, в частности, чтобы выслушать волю хана относительно преемника Ивана Калиты на великокняжеском московском столе: «поидоша о великом княжении в орду».
Однако Орда даровала титул великого Ккнязя Симеону (Семёну) Ивановичу Московскому. После этого решения Орда принудила князей ярославских не использовать титул великих князей.
Однако до своей смерти в 1345 году Василий I Давидович именовался Великий Князь Ярославский. Отметим, что Ярославские Князья Мстиславовичи Рюриковичи добровольно не отказывались от титула Великий Князь и имеют на него полные права.

Впоследствии принимал участие в борьбе нового Великого Князя Московского Семена Ивановича с Новгородом.

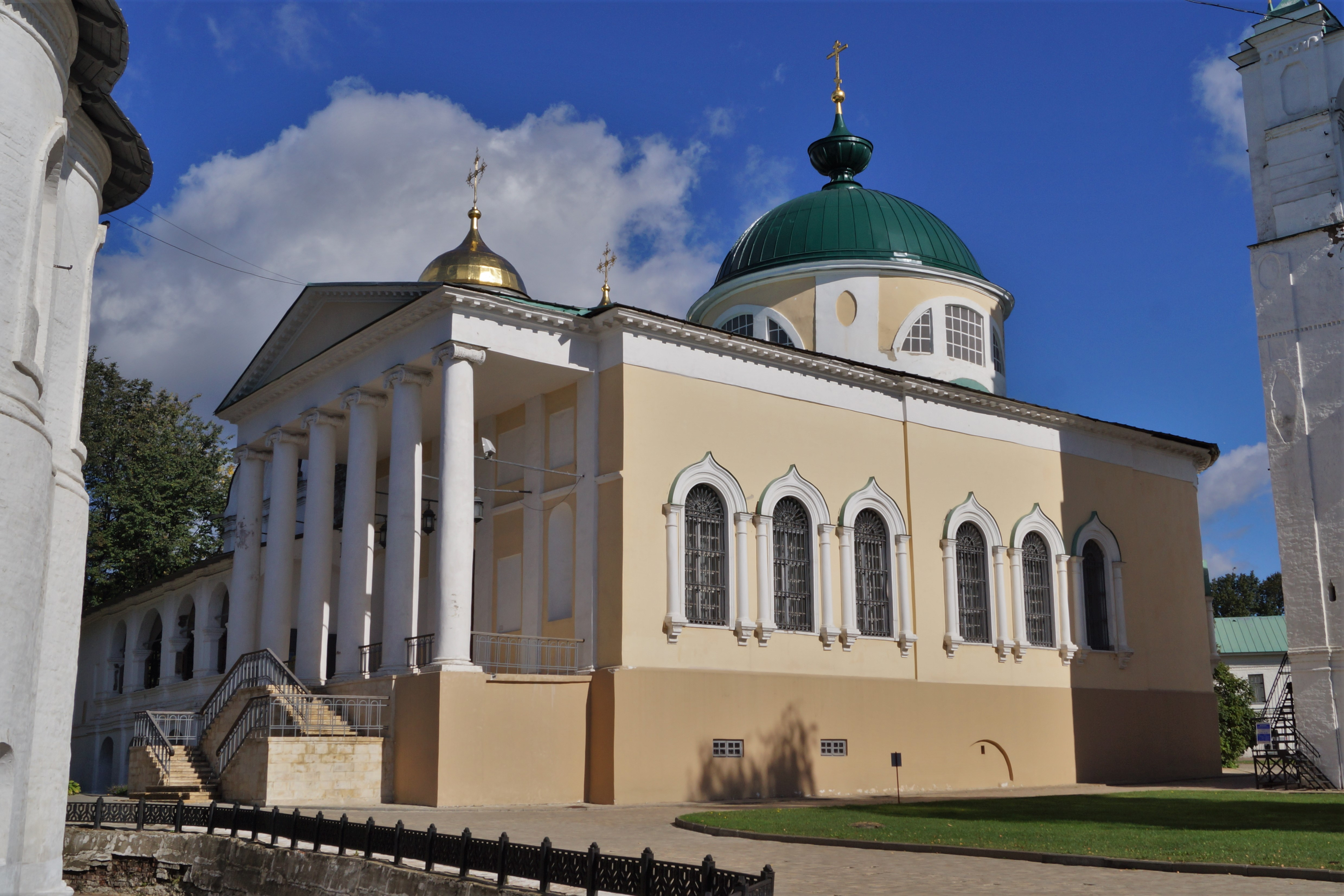
Церковь Ярославских Чудотворцев (Входа Господня в Иерусалим)

Вторым Великим Князем Ярославским стал старший сын Василия I Давидовича — Василий Васильевич. Он поддерживал московского князя Дмитрия Ивановича в борьбе с Тверью, приняв участие вместе с братом Романом Васильевичем (основателем Романова) в походе на Тверь в 1375 году. Есть свидетельства об участии Василия II Васильевича в Куликовской битве 1380 года.
ВЫДЕЛЕНИЕ УДЕЛОВ ВЕЛИКОГО КНЯЖЕСТВА ЯРОСЛАВСКОГО
Уже Михаил Давидович (младший брат Василия Давидовича) владел Мологой.                                                                                                                                                                                                                                     Младшим сыновьям Василия Васильевича Семёну (родоначальнику князей Новленских) и Дмитрию (основателю Заозерского княжества) также были выделены уделы.                                                                                                                  Вероятно, уделами владели и братья великого ярославского князя Глеб и Роман Васильевичи (от них происходят ярославские князья Деевы, Шаховские и Шехонские).
С середины XIV века начинается дробление Великого Княжества Ярославского на уделы.
Младшую ветвь Дома Великих Князей Ярославских от Василия Васильевича Ярославского продолжил канонизированный Православной церковью Дмитрий Васильевич по прозвищу Меньшой (1380—1434), называемый также Заозёрский Ярославский, включен в Собор Вологодских святых. Получил во владение область за озерами Белое, Кубенское, Воже и Лача по реке Кубена. Был женат на княжне Марии Новленской. Вместе с женой основали монастыри Глушицкий на Кубенском озере и Успенский на реке Куште. Обе обители получили вклады — сёла, деревни и угодья, книги и иконы, а также продовольственное снабжение. Князь был убит татарами в Ярославле, где и похоронен. Старший сын Фёдор умер бездетным, младший сын Андрей стал иноком Иосафом Каменским. В 1436 году единственную дочь Софью отдал замуж за князя Дмитрия Юрьевича Шемяку, который позже участвовал в заговоре против московских князей. По этой причине в 1447 году был лишен Заозёрья, которое было разделено между семьями московских князей.
Старшие сыновья Василия Васильевича Иван (ум. 1426) и Фёдор наследовали ярославский великокняжеский стол.
ПОЛИТИКА в XV в.                                                                                                                                                                                                                                                                                                                                                                                                                Иван Васильевич в начале XV века находился в полном союзе с московским великокняжеском домом. В летописях упоминается о его походе в Орду в 1412 вместе с московским великим князем Василием Дмитриевичем и о приёме им в Ярославле в 1425 году митрополита Фотия, посланного в Галич увещевать князя Юрия Дмитриевича Галицкого в начале его войны с новым великим князем Василием Васильевичем.
Впоследствии территория Ярославского княжества неоднократно становилась местом сражений в четвертьвековой междукняжеской войне. Известен эпизод, когда соперники московского великого князя Василий Юрьевич Косой и его брат Дмитрий Шемяка в 1433 году разграбили столицу Ярославского княжества, похитив «казны всех князей». В 1435 году пятнадцатилетний ярославский великий князь Александр Федорович Брюхатый был захвачен в плен под Ярославлем вятчанами — союзниками Василия Косого, но вскоре отпущен за полученный выкуп.
Утрата суверенитета Великого Княжества Ярославского. Последний владетельный Великий Князь Ярославский.
Александр Фёдорович (по прозвищу «Брюхатый»), пятый по счёту и последний Великий князь Ярославский, скончался в Ярославле 17 апреля 1471 года и погребён там же в Спасо-Преображенском монастыре.                                                                                                                         В последние годы правления этого князя, умершего в 1471, произошла ликвидация самостоятельности ярославского княжения. Случилась утрата независимости после вокняжения на московский престол первого «государя всея Руси» Иванова Васильевича III, которому Великие Князья Ярославские уступили права на управление своими вотчинами. Отмечают мирный характер этого процесса. Точная дата события неизвестна. В последнее время историки высказали предположение о том, что ликвидация самостоятельности ярославского княжения произошла около 1463 году. Потомки великого ярославского князя, как и другие ярославские князья младших ветвей, перешли на службу московского государя., Так, единственный сын Александра Фёдоровича, Даниил Пенко (Пенек), был наместником в Ярославле в 1496—1497 годах, а в 1500 году стал московским боярином и вошёл в Боярскую Думу.
C 1463  года титул «ВЕЛИКИЙ КНЯЗЬ ЯРОСЛАВСКИЙ» перешел сначала к Князьям Московским,  затем к Великим Князьям Московским, потом к Царям Московским и Всея Руси, далее с 1721 года до 1917 года к Императорам Российским.
Последним носителем титула «ВЕЛИКИЙ КНЯЗЬ ЯРОСЛАВСКИЙ» был Император Российский – НИКОЛАЙ II Александрович из династии Гольштейн-Готторп-Романовы.
Список владетельных Великих Князей Ярославских (ВКЯ):
I-й ВКЯ ВАСИЛИЙ I Давидович (прозвище «Грозные Очи») (1321-1345)
- женат на Евдокии (?-1342) дочери Великого Князя Московского Ивана I Калиты.
II-й ВКЯ ВАСИЛИЙ II Васильевич (1345-1380?)
- о жене сведений не сохранилось.
III-й ВКЯ ИВАН I Васильевич (прозвище «Большой») (1380?-1426)
- о жене сведений не сохранилось.
IV-й ВКЯ ФЁДОР I Васильевич (1426-1434)
- о жене сведений не сохранилось.
V-й ВКЯ АЛЕКСАНДР I Фёдорович (по прозвищу «Брюхатый») (1434-1463, номинально до 1471)
- о жене сведений не сохранилось.

## Структура Великого Княжества Ярославского
Ниже перечислены уделы и выделившиеся княжества Великого Княжества Ярославского:
- Моложское княжество (ок. 1325—1450)
  - Шуморовское княжество (ок. 1365—1420)
  - Прозоровское княжество (ок. 1408—1460)
  - Сицкое княжество (ок. 1408—1460)
- Романовское княжество (1345—?)
  - Кубенское княжество (?-1447)
  - Шехонское княжество (ок. 1410—1460)
  - Ухорское княжество (ок. 1420—1470)
- Шекснинское княжество (ок. 1350—1480)
- Новленское княжество (ок. 1400—1470)
- Заозерское княжество (ок. 1400—1447)
- Курбское княжество (ок. 1425—1455)